# Bourse d'Anvers
La nouvelle bourse d'Anvers (néerlandais : Handelsbeurs) est la première bourse de marchandises au monde spécialement conçue à cet effet. Construit en 1531, le bâtiment restauré abrite la bourse d'Anvers jusqu'en 1997. Après une nouvelle restauration, le bâtiment fait désormais partie d'un lieu événementiel. La Royal Exchange de Londres a été calqué sur la bourse d'Anvers

## Histoire

### Création
En reprenant progressivement le rôle de centre commercial de Bruges, Anvers est devenue une métropole de plus de 100 000 habitants, dont 10 000 marchands étrangers, principalement espagnols et portugais. À partir de 1531, l'ancienne bourse fut dotée d'un nouveau bâtiment, conçu comme une place rectangulaire avec des galeries couvertes sur quatre côtés, construite sur un carrefour de rues. Pendant un demi-siècle, cette bourse sera le point central du commerce européen et le modèle des villes ayant des ambitions similaires.
Le premier édifice de style gothique tardif du Brabant date de 1531, d'après un projet de Domien de Waghemakere. Un espace rectangulaire ouvert était entouré d'une colonnade couverte de voûtes en étoile et en filet. Le concept de galerie de ce bâtiment a servi de modèle pour le Royal Exchange de Londres (conçu par Hendrik van Paesschen), ainsi que pour Rotterdam, Amsterdam et Lille. Les « tours de pagode » de grande hauteur avec une coque octogonale et cylindrique peuvent avoir servi de guet pour le port. Chaque nation avait un emplacement plus ou moins permanent à l'échange.

### Premier incendie et siège
Après un incendie en 1583, la bourse est aussitôt reconstruite sur le même plan. Le siège d'Anvers (1584-1585) et la reddition à l'armée « espagnole » de Flandre ont entraîné un déclin du commerce, Anvers étant incapable de rivaliser avec Amsterdam. 
Entre 1661 et 1810, le bâtiment fut utilisé, entre autres, comme académie de dessin et siège de la Guilde de Saint-Luc. L'espace intérieur ouvert est bombardé en 1853. Il est reconstruit et couvert d'une verrière en 1854 par Charles Marcellis, à l'instar du Crystal Palace de Londres.

### Deuxième incendie
Après qu'un deuxième incendie ait de nouveau détruit le bâtiment en 1858, les autorités de la ville d'Anvers ont organisé deux concours dans lesquels l'ancien concept devait être préservé. Le bâtiment actuel est finalement achevé en 1872 par l'architecte Joseph Schadde. C'est une combinaison remarquable du style néogothique et des techniques révolutionnaires, en particulier la construction métallique pour le revêtement de l'intérieur. Le bâtiment a abrité la bourse d'Anvers (une véritable bourse) de 1872 jusqu'à sa fusion en 1997 avec la bourse de Bruxelles.

### Fusion avec la bourse de Bruxelles et abandon
Avec la fermeture de la bourse d'Anvers en 1997, le bâtiment perd sa fonction et est abandonné. Après une longue et intensive rénovation, il est rouvert en octobre 2019 en tant que salle événementielle avec exposition, restaurant, hôtel. Le rez-de-chaussée avec sa belle place centrale est ouvert au public du samedi au dimanche de 10 à 17 h. Le bâtiment accueille le World Choir Games en 2021, coorganisés par Anvers et Gand.
La Handelsbeurs est un lieu événementiel dans la ville d'Anvers, situé dans la Twaalfmaandenstraat, une rue latérale du Meir. Il englobe le bâtiment de la bourse d'Anvers, qui a été décrite comme « la mère de toutes les bourses ». De 1531 à 1661, c'était le site de la première bourse de marchandises au monde et, après d'importantes rénovations, il abrite la bourse d'Anvers de 1872 à 1997.
Après la fusion en 1997 de la bourse d'Anvers avec la bourse de Bruxelles et l'avènement du commerce en ligne, le bâtiment de la bourse d'Anvers est tombé en désuétude, diverses propositions de réaménagement du bâtiment n'ayant abouti à rien pendant quinze ans. Le dossier d'investissement repart en octobre 2013, après qu'un nouveau partenaire a été trouvé : la chaîne hôtelière Marriott. Un budget patrimonial a également été débloqué par le gouvernement flamand pour la restauration de la bourse. En octobre 2014, il a été annoncé que la nouvelle demande de construction pour le projet avait été approuvée par la ville d'Anvers. Mais début décembre 2014, on apprend que divers riverains ont fait appel à la députation permanente de la province contre le permis de construire. En avril 2015, la province a confirmé le permis de construire sous réserve de quelques ajustements pour répondre aux préoccupations des riverains. L'hôtel, dont l'ouverture était initialement prévue pour 2020, est finalement ouvert en mai 2022.
En février 2016, dans le cadre des fouilles pour convertir le site en hôtel Marriott, diverses découvertes archéologiques ont été faites. Des planchers, des murs et une cheminée/four de la fin du Moyen Âge ont été retrouvés. Des fosses de pieux ont également été retrouvées sous un certain nombre de murs qui indiquent probablement une construction médiévale en bois. Ainsi que du sable gris foncé, indiquant un jardin médiéval et/ou des traces d'agriculture. La trouvaille la plus remarquable fut cependant la découverte de quelques urnes datant de l'âge du fer. Une fois les fouilles archéologiques terminées, un parking souterrain a été construit.